# Жолым уй
Жолым уй (каз. Жолым үй) — походная кибитка казахов, вид жилища. Используется при дальних кочевках или в походах. Быстросборный, небольшой по размеру. Собирается из изогнутых жердей, соединяющих купол с остовом юрты. Палки вставляются в шанырак (купол), сверху покрываются туырлыком (кошмой). Казахи Оренбуржья используют в быту 3-канатный жолым уй, решётки (остов) устанавливаются редко. Верхняя часть прямых палок соединяется вместе, связывается и сверху покрывается кошмой.